# Stórhóll (kulle i Island, Norðurland vestra, lat 65,87, long -19,93)
Stórhóll är en kulle i republiken Island. Den ligger i regionen Norðurland vestra, 210 km norr om huvudstaden Reykjavík. Toppen på Stórhóll är 249 meter över havet.
Trakten runt Stórhóll är nära nog obefolkad, med mindre än två invånare per kvadratkilometer. Närmaste större samhälle är Sauðárkrókur, omkring 19 kilometer sydost om Stórhóll. Trakten runt Stórhóll består i huvudsak av gräsmarker.